# 10584 Ferrini
10584 Ferrini è un asteroide della fascia principale. Scoperto nel 1996, presenta un'orbita caratterizzata da un semiasse maggiore pari a 2,3903344 UA e da un'eccentricità di 0,2093646, inclinata di 4,28706° rispetto all'eclittica.